# Varronia intonsa
Varronia intonsa är en strävbladig växtart som först beskrevs av Ivan Murray Johnston, och fick sitt nu gällande namn av J.S.Mill. Varronia intonsa ingår i släktet Varronia och familjen strävbladiga växter. Inga underarter finns listade i Catalogue of Life.